# داني (قبيلة)
الداني قبيلة بدائية تقطن مقاطعة بابوا الشرقية بأندونيسيا وهي إحدى القبائل الميلانيزية يدين سكانها بالمسيحية البروتستانتية ومختلف الديانات التقليدية يتحدثون لغة الداني يبلغ تعدادهم حوالي 650 ألف نسمة.

## مناطق انتشارهم
يتركز تواجدهم في محافظات : جاياويجايا، لانيجايا، توليكارا، بنكاك، بنكاك جايا ومامبيرامو الوسطى بمقاطعة بابوا الشرقية بأندونيسيا .
تصنبف:مجموعات عرقية